# Giovanni Bernardino Desa
Giovanni Bernardino Desa (Copertino, seconda metà del XVI secolo – 1606 circa) è stato un tipografo e editore italiano.

## Biografia
Giovanni Bernardino Desa nacque nella seconda metà del XVI secolo a Copertino, una cittadina della diocesi di Nardò, oggi situata nella provincia di Lecce, in Puglia.Intraprese l’apprendistato nell’arte della stampa a Roma, dove apprese le tecniche avanzate di questa professione, che lo avrebbero poi reso una figura importante nel panorama tipografico pugliese. Dopo aver acquisito competenze nel campo della stampa, tornò a Copertino dove fondò la prima tipografia stabile della regione, contribuendo in modo significativo alla diffusione della cultura scritta nel Salento. La sua tipografia era situata in una strada che successivamente prese il nome di "via della Stampa", in omaggio alla sua attività.

Secondo alcune testimonianze storiche, la tipografia di Desa fu fondata intorno al 1580. È documentato che Cesare e Gaudenzio Desa, probabilmente parenti di Giovanni Bernardino, avviarono l’impresa tipografica, anche se non è possibile stabilire con certezza il grado di parentela. Successivamente, nel 1581, Gaudenzio Desa assunse la direzione esclusiva della tipografia, fino a quando, nel 1583, Giovanni Bernardino prese la guida dell’attività.

Le informazioni sulla vita privata di Giovanni Bernardino Desa sono limitate, ma si sa che fu sposato con Giovanna Spina, dalla quale ebbe un figlio di nome Giacomo, nato nel 1601. È anche riportato che Giuseppe da Copertino fosse nipote di Desa.
Purtroppo, non esistono fonti che documentano la data esatta della morte di Desa, ma è probabile che fosse ancora vivo nel 1606, data in cui si perdono le tracce della sua attività.

## Edizioni
La prima edizione conosciuta della tipografia di Desa riguarda i Successi dell'armata turchesca nella città di Otranto nell'anno 1480, un testo che trattava degli avvenimenti storici legati alla battaglia di Otranto in cui l'armata turca tentò di invadere la città. Il libro in questione è stato attribuito ad Antonio de Ferraris, detto il Galateo, ma alcuni storici ritengono che fosse scritto dal presunto traduttore Giovanni Michele Marziano. Nonostante non esistano esemplari noti di quest’edizione, essa è documentata in un manoscritto conservato presso la Biblioteca A. De Leo di Brindisi.
Altre edizioni prodotte dalla tipografia di Desa includono il poema Turco in Otranto di Marino Di Maria (pubblicato nel 1589), che raccontava gli eventi della battaglia di Otranto, e un’edizione delle Costituzioni di Giovanni Maria da Palermo, appartenenti ai francescani della Sicilia, pubblicata nel 1597. Queste opere sono significative in quanto riflettono l’interesse di Desa per la produzione di opere storiche, letterarie e religiose, con un’attenzione particolare alla diffusione della cultura religiosa e alla promozione della spiritualità.
L’attività tipografica di Desa coincise quasi interamente con l’episcopato di Fabio Fornari, vescovo di Nardò, il quale, grazie ai suoi legami familiari e al suo prestigio, aveva una notevole influenza sul panorama ecclesiastico e culturale del Salento. Fornari, infatti, fu uno dei principali sostenitori dell’attività editoriale di Desa, poiché, grazie ai suoi rapporti con importanti esponenti della Chiesa, riuscì a garantire l’imprimatur per molte delle opere pubblicate dal tipografo. Inoltre, la sua figura influente rappresentava un importante punto di riferimento per la protezione e la difesa delle attività culturali nella regione.
Le edizioni sopravvissute della tipografia di Desa sono relativamente poche, ma comunque significative per la storia della stampa pugliese. Tra le opere più note pubblicate dalla sua tipografia vi sono: Constitutiones editae in diocesana synodo Andriensi e Philosopohia acerrima de anima di Francesco Scarpa, entrambe stampate nel 1584. Altre edizioni significative includono gli Statuti provinciali dei frati minori osservanti della provincia di S. Niccolò (1585), esemplare conservato nella Biblioteca nazionale di Bari e le Ordinationi per la chiesa et diocesi di Nardò, pubblicate nel 1591. Le edizioni successive della tipografia di Desa sono note solo attraverso citazioni di seconda mano. Ad esempio, il Canzoniere con prose di Giovanni Pietro de' Giudici, pubblicato nel 1585, è stato documentato in diverse fonti bibliografiche, ma non sono giunti esemplari diretti di quest’opera. Il lavoro di Desa non si fermò nel 1591, come alcuni storici avevano ipotizzato, ma continuò almeno fino al 1597, quando la sua attività fu interrotta a causa della morte di Fabio Fornari e delle difficoltà derivanti dai nuovi divieti sulla stampa.
Nel 1597, l’attività tipografica di Desa subì una battuta d’arresto a causa delle nuove restrizioni legate alla "Pragmatica quarta" del 1598, che vietava la stampa senza licenza vicereale. La morte di Fornari, avvenuta nel 1596, aveva indebolito la protezione che il vescovo aveva garantito a Desa, e il clima politico e religioso del Regno di Napoli stava diventando sempre più ostile verso la stampa non autorizzata. Non è escluso che la tipografia di Desa fosse stata costretta a chiudere i battenti a causa di queste nuove normative.
Dal punto di vista tecnico, le edizioni di Desa si contraddistinguono per l’utilizzo di caratteri tipografici e fregi provenienti da Venezia. Nel 1581, infatti, Desa acquistò i caratteri tipografici direttamente dalla città lagunare, dove le tecniche di stampa erano molto avanzate. Anche i fregi e le iniziali in legno utilizzati da Desa provenivano da Venezia, conferendo alle sue edizioni un aspetto elegante e raffinato. Questo legame con la tradizione tipografica veneziana rifletteva la qualità della sua produzione e la sua capacità di adattarsi alle migliori pratiche dell’epoca. La tipografia dei Desa rimase dal 1597 probabilmente inoperosa senza nemmeno la possibilità di essere venduta poiché, in tutta la provincia, non vi erano altri stampatori. Dopo la cessazione della sua attività, i caratteri tipografici e i fregi utilizzati da Desa furono acquistati dal tipografo romano Lorenzo Valeri, che continuò a usarli nella sua tipografia di Trani dal 1622 al 1656.
La figura di Giovanni Bernardino Desa, pur rimanendo avvolta da un certo mistero, rappresenta una parte importante della storia tipografica del Salento e della diffusione della cultura scritta nell’Italia meridionale. La sua attività contribuì alla formazione di una tradizione culturale e editoriale che avrebbe avuto un impatto duraturo sulle generazioni successive.